# Elaenia chiriquensis
Elaenia chiriquensis là một loài chim trong họ Tyrannidae.
Loài này được tìm thấy ở Argentina, Argentina, Bolivia, Brazil, Colombia, Costa Rica, Ecuador, Guiana thuộc Pháp, Guyana, Antilles của Hà Lan, Panama, Paraguay, Peru, Suriname, Trinidad và Tobago, và Venezuela. Môi trường sống tự nhiên của nó là thảo nguyên khô, vùng đất khô cằn nhiệt đới hoặc nhiệt đới, đồng cỏ nhiệt đới hoặc cận nhiệt đới theo mùa hoặc vùng đồng bằng ngập nước và rừng trước đây bị suy thoái nặng nề.